# Qingdao West Coast Football Club
Actualités
Le Qingdao West Coast Football Club, est un club chinois de football fondé en 2007 et basé dans la ville de Qingdao.

## Histoire du club
Le Qingdao Kangtaiyuan FC a été fondé en 2007 par la société Qingdao Kangtine Commercial Concrete Co. en tant qu'équipe de football d'entreprise pour ses employés. Le club participe à des tournois amateurs et de futsal locaux jusqu'à la saison 2011, lorsqu'il a participé à la Coupe de l'Association de football de Qingdao et a été éliminé en huitièmes de finale. La saison suivante, il intègre la deuxième division régionale soit le septième niveau national.
En 2017, après une troisième place en Ligue de Qingdao, il change de nom pour devenir Qingdao Kangtine et participe pour la première fois à la Ligue de football amateur de Chine.
En 2018, le club est sacré champion de la Ligue de Qingdao mais ne réussit pas à se qualifier pour les barrages nationaux.
En 2019, sous le nom de Qingdao Zhongchuang Hengtai, le club est admis au niveau national, il termine 8e et est promu en China League Two, la troisième division chinoise.
En janvier 2021, nouveau changement de nom en Qingdao Youth Island, le club termine 4e et participe aux barrages de promotion-relégation contre Beijing BIT, qui a terminé 17e de la China League One 2021. Qingdao gagne 5-4 aux tirs au but après avoir fait match nul 2-2 au total, obtenant la promotion en China League One pour la première fois de son histoire.
En 2023, le club termine deuxième en deuxième division et est promu en China Super League, lors de sa première saison dans l'élite, il termine à la 10e place et s'assure son maintien grâce à quatre victoires dans les sept derniers matchs de la saison.